# São José (Santa Catarina)
São José (en castellano: San José) es un municipio brasileño del estado de Santa Catarina. Tiene una población estimada al 2021 de 253 705 habitantes. Forma parte de la Región metropolitana de Florianópolis.
El lugar donde hoy se ubica la ciudad, fue habitado por los Carios desde el siglo XVII, con el tiempo se estableció como importante ruta comercial de la región, y lugar donde se establecieron los primeros colonos alemanes en Brasil.

## Historia
Existe evidencia que los Carios habitaron el lugar en el siglo XVII, en las orillas del Rio Imaruí.
En 1750, llegaron a la Capitanía de Desterro 182 azorianos, que más tarde fundarían São José da Terra Firme, actual "São José", la cuarta ciudad más antigua del Estado de Santa Catarina.
En 1755, ya existía una pequeña capilla y un cura, José Antônio da Silveira. Hoy, en el lugar se encuentra la iglesia principal del municipio.
El título de freguesia llegó seis años después de la fundación del poblado, en 1756. Para estudiar el potencial de esa freguesia, cuyos límites iban hasta Lages hasta Estreito, el vice-rey Luiz de Vasconcelos e Sousa ordenó en 1787 que el gobernador de la provincia en esa época, José Pereira Pinto, convocase al alférez Antônio José da Costa. Comenzaba, entonces, el reconocimiento de las tierras. En 1797 la población era a las 2.079 personas, incluyendo a los esclavos. Fue en 1833 que São José pasó de freguesia a villa y el 4 de mayo se transformó en municipio. Feliciano Nunes Pires fue nombrado presidente de la provincia. Además de la ciudad de Desterro, São José fue el único municipio en recibir la visita imperial de Pedro II y su esposa en 1845.
São José fue declarada ciudad el 4 de mayo de 1856.

### Actualidad
Las últimas grandes obras en la ciudad fueron una avenida costera - la Beira-Mar de São José- y un centro comercial, que se encuentra en esta avenida.
La ciudad sufre, en las horas pico, congestionamientos. Pese a haberse construido la avenida costera, con la intención de mejor el tránsito, ésta poco alivio el tráfico en sentido Florianópolis-São José. 
La ciudad posee un hospital de gran tamaño, el Hospital Regional de São José, mantenido por el gobierno del estado de Santa Catarina.

## Geografía
La ciudad envuelve la porción continental de Florianópolis, entre las bahías norte y sur, en la cual recientemente se ha construido un terraplén que es parte de una carretera de importancia internacional: la BR-101, parte de la Carretera Panamericana que une los grandes centros poblaciones de Río de Janeiro y São Paulo con Porto Alegre, capital del estado de Río Grande del Sur.

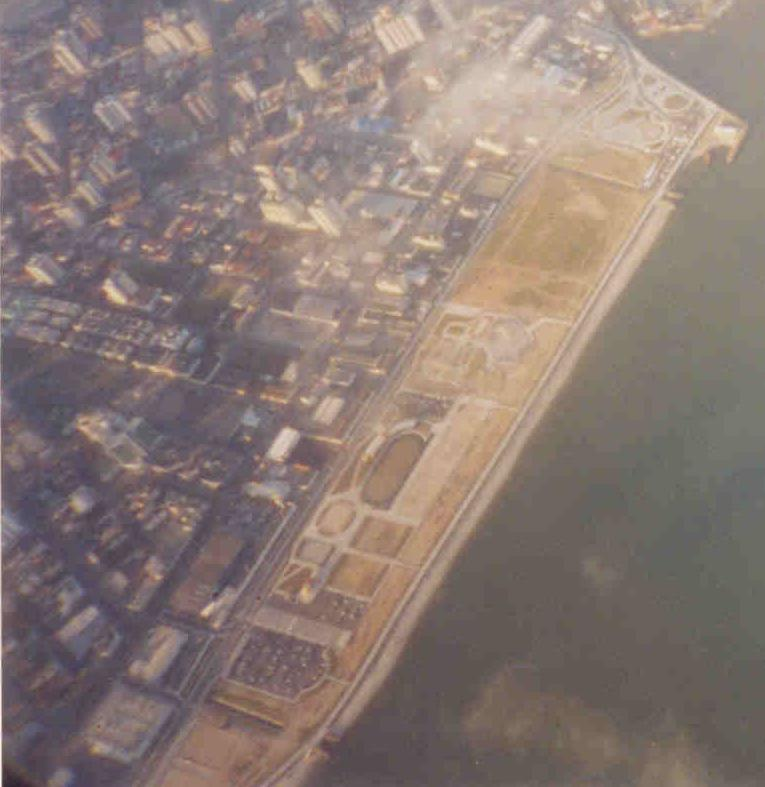
Foto aérea de São José.

Los límites son con Florianópolis son determinados, al sur, por el río Araújo que separa el barrio de Campinas del de Capoeiras; y al noroeste por el río Büchler. Al norte la ciudad limita con el municipio de Biguaçu y, al sur con el de Palhoça.

## Demografía
Es la cuarta ciudad más poblada del estado después de Joinville, Florianópolis y Blumenau. Forma parte de la Región metropolitana de Florianópolis.
La mayoría de la población, tiene descendencia azoriana, pero también existen descendientes de alemanes, polacos, españoles, entre otros.

## Educación
Ahí está ubicado el más gran campus de la Universidad Vale do Itajaí (UNIVALI) en la región metropolitana de Florianópolis, que se destaca por las carreras de graduación en Turismo y Hotelería, Ingeniería de la Computación y Relaciones Internacionales.